# شهید رضا چاه نصیری
شهید رضا چاه نصیری، روستایی در دهستان قلعه‌گنج بخش مرکزی شهرستان قلعه‌گنج در استان کرمان ایران است.

## جمعیت
بر پایه سرشماری عمومی نفوس و مسکن در سال ۱۳۹۵، جمعیت این روستا برابر با ۱۶۷ نفر (۵۰ خانوار) بوده‌است.